# 메가 CD

세가 CD 로고

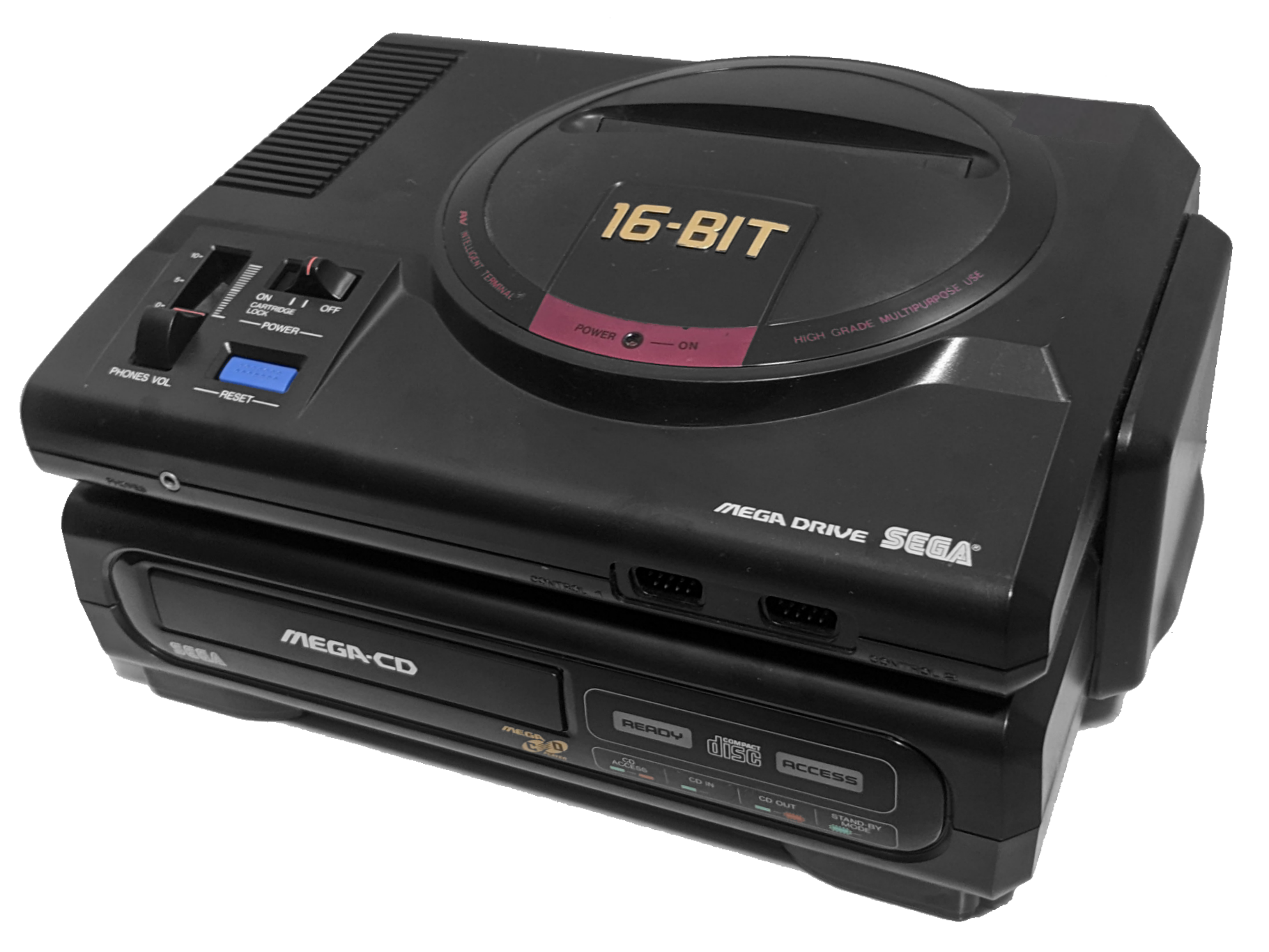
메가 CD를 장착한 모습.

메가 CD(Mega CD, 일본어: メガCD) 또는 세가 CD(영어: Sega CD)는 세가에서 발매된 4세대 가정용 게임기 메가 드라이브의 주변 기기이다. 1991년 12월 12일에 일본에서 발매되었으며, 발매 당시 정가는 49,800엔이었다.

## 개요
메가 드라이브의 확장용 슬롯을 통해 본체 아래에 장착한다. CD-ROM의 형식은 ISO 9660 호환이기 때문에 PC에서도 CD의 파일을 볼 수 있다. 장착시 단순한 CD-ROM 드라이브의 추가뿐만 아니라 하드웨어의 성능도 강화된다.

## 변종 모델

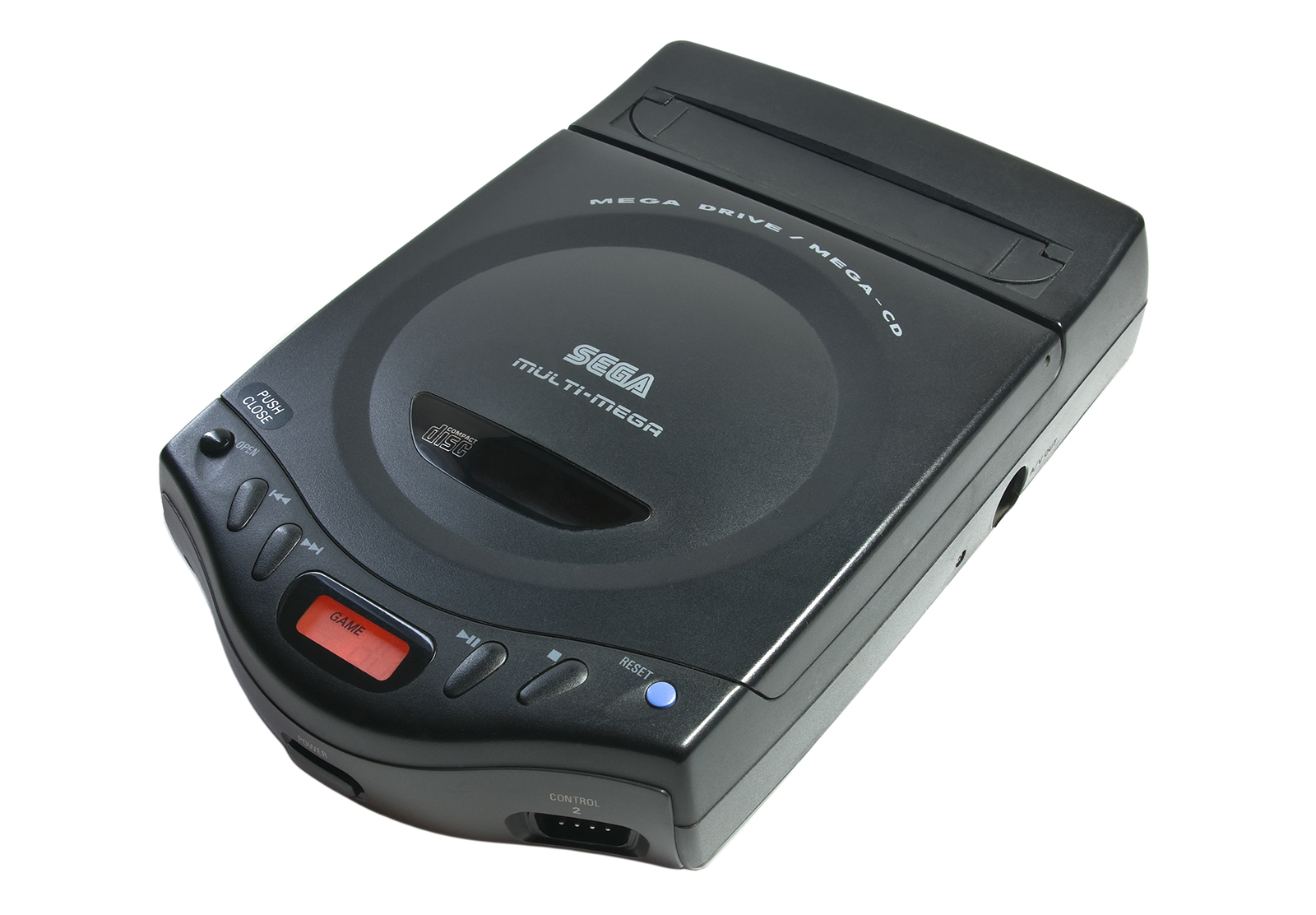
멀티메가(제네시스CD-X)

- 원더 메가
빅터에서 발매된 메가 드라이브와 메가 CD의 일체형 모델. 미디 출력과 S 단자를 갖추었으며, 슈퍼32X와의 접속에는 개조가 필요하다. 미국에서는 X'eye라는 이름으로 발매했다. 후에 세가에서 자매 모델로 원더 메가 S가 발매되기도 하였다. 일본에서 1992년 4월 1일 발매되었으며, 발매 당시 정가는 82,800엔.

- 메가 CD 2
메가 드라이브 2의 발매에 발맞춰 등장한 메가 CD의 염가판. 일본에서 1993년 4월 23일 발매되었으며. 발매 당시 정가는 29,800엔.

- 원더 메가 M2
빅터에서 발매된 원더 메가의 염가판으로 미디 단자는 사라지고 무선 컨트롤러가 채택되었다. 일본에서 1993년 7월 2일 발매되었으며, 발매 당시 정가는 59,800엔.

- CSD-GM1
아이와에서 발매된 메가 드라이브, 메가 CD, CD 라디오 카세트 일체형 모델. 일본에서 1994년 9월 1일 발매되었으며, 발매 당시 정가는 45,000엔.

- 멀티메가
휴대용 CD 플레이어보다 조금 큰 정도까지 소형화된, 원더 메가 시리즈의 최종판 격으로 미국과 유럽에서만 발매되었다(미국에서는 제네시스 CD-X라는 이름으로 발매).

## 대표적인 게임
- 소닉 더 헤지호그 CD
- 샤이닝 포스 CD
- 세가 클래식
- 캡틴 츠바사
- 루나 더 실버스타

## 같이 보기
- 64DD